# Miloš Vučević
Miloš Vučević (cyr. Милош Вучевић; ur. 10 grudnia 1974 w Nowym Sadzie) – serbski polityk, prawnik i samorządowiec, deputowany, w latach 2012–2022 burmistrz Nowego Sadu, w latach 2022–2024 wicepremier i minister obrony, od 2023 przewodniczący Serbskiej Partii Postępowej, w latach 2024–2025 premier Serbii.

## Życiorys
Ukończył szkołę średnią w miejscowości Bački Petrovac, a w 1999 studia prawnicze na Uniwersytecie w Nowym Sadzie. Uzyskał uprawnienia adwokata, po czym praktykował w ramach rodzinnej kancelarii w Nowym Sadzie. Był działaczem Serbskiej Partii Radykalnej, w 2008 dołączył do Serbskiej Partii Postępowej. Stał się bliskim współpracownikiem jej lidera Aleksandara Vučicia. W 2011 stanął na czele miejskich struktur partii, a w 2016 został wiceprzewodniczącym SNS.
Kilka miesięcy po wyborach lokalnych z 2012 postępowcy uzyskali większość w radzie miejskiej Nowego Sadu, Miloš Vučević został wówczas powołany na stanowisko burmistrza. Wybierany na kolejne kadencje w 2016 i 2020, administracją miejską kierował do 2022.
W 2020 i 2022 uzyskiwał mandat posła do Zgromadzenia Narodowego, z którego rezygnował na początku kadencji. W październiku 2022 dołączył do powołanego wówczas trzeciego rządu Any Brnabić, obejmując w nim stanowiska wicepremiera oraz ministra obrony. W maju 2023 zastąpił Aleksandara Vučicia na funkcji przewodniczącego Serbskiej Partii Postępowej. W wyborach z grudnia tego samego roku otwierał listę wyborczą postępowców, ponownie uzyskując wybór do serbskiego parlamentu.
Kilka miesięcy po wyborach został wskazany przez prezydenta jako kandydat na nowego premiera. Pod koniec kwietnia Miloš Vučević przedstawił proponowany skład swojego rządu. 2 maja Zgromadzenie Narodowe udzieliło wotum zaufania, tego samego dnia po złożeniu ślubowania jego gabinet rozpoczął funkcjonowanie.
1 listopada 2024 doszło do zawalenia się dachu dworca kolejowego w Nowym Sadzie, którego remont rozpoczęto, gdy Miloš Vučević był burmistrzem. W wyniku katastrofy zginęło kilkanaście osób. Wydarzenie zapoczątkowało długotrwałe protesty antyrządowe. 28 stycznia 2025 ogłosił złożenie dymisji ze stanowiska premiera. 19 marca parlament przyjął jego rezygnację. Miloš Vučević zakończył urzędowanie 16 kwietnia 2025, kiedy to nowym premierem został Đuro Macut.

## Życie prywatne
Jest żonaty, ma dwoje dzieci.